# Ujong Blang (Banda Sakti)
Ujong Blang is een bestuurslaag in het regentschap Lhokseumawe van de provincie Atjeh, Indonesië. Ujong Blang telt 4149 inwoners (volkstelling 2010).